# Bousies
Bousies là một xã ở tỉnh Nord trong vùng Hauts-de-France, Pháp.

## Twin towns
- Risum-Lindholm, Germany